# Iphidamas
Dans la mythologie grecque, Iphidamas (en grec ancien Ιϕιδαμας) est un des fils d'Anténor. Iphidamas meurt juste avant son frère aîné Coon, tué par Agamemnon durant un duel lors de son aristie. Sa mort est racontée dans l’Iliade : ils se dressent l'un face à l'autre, Iphidamas attaque, mais Agamemnon se saisit de son arme, la tire à lui, et l'atteint à la nuque.